# Нигослав
Нигослав (грч. Νικόκλεια, Никоклија) је насељено место у општини Висалтија у периферији Средишња Македонија, Грчка. Према попису из 2021. године било је 470 становника.
Према бугарском географу и историчару, Василу Канчову, у Нигославу је 1900. године живело 200 Грка, 130 Словена хришћана и 120 Турака. Године 1923. турско становништво је принудно исељено у Турску а на њихово место је насељено око 30 грчких избегличких породица, укупно 136 особа. На попису из 1928. године Нигослав је имао 839 становниа.